# Helmut Geuking
Helmut Julius Geuking (* 16. Januar 1964 in Coesfeld) ist ein deutscher Politiker. Er ist seit 2017 Bundesvorsitzender der Familien-Partei Deutschlands und war von 2019 bis 2024 Mitglied des Europäischen Parlaments.

## Berufliche Laufbahn
Hauptberuflich ist Geuking seit dem Jahr 1985 Justizvollzugsbeamter. Als Krankenpflegedienstleiter gründete er nebenberuflich die Firma Humanitas Münsterland und den Verein Humanitas Gemeinschaft e. V. zur Betreuung und Versorgung älterer und kranker Menschen.

## Politische Laufbahn

### Von WASG zur SG-NRW
Helmut Geuking war nach 17 Jahren SPD-Zugehörigkeit zur WASG gewechselt und baute diese im Kreis Coesfeld auf. Als ehemaliger Kreisvorsitzender der WASG Coesfeld schloss er sich aber nicht wie die WASG 2007 der Partei Die Linke an, sondern gründete 2008 die Partei Soziale Gerechtigkeit – Nordrhein-Westfalen. Im Jahr 2009 wurde er für die SG-NRW in den Stadtrat von Billerbeck gewählt.

### Seit 2012 Familien-Partei
Im Jahr 2012 schloss er sich mit seiner Partei der Familien-Partei Deutschlands an. Im Oktober 2013 wurde Helmut Geuking zum Vorsitzenden der Familien-Partei Deutschlands in NRW gewählt. Dieses Amt hatte er bis Mai 2016 inne. Im Jahr 2014 wurde er erneut in den Stadtrat gewählt. Bei der Bürgermeisterwahl 2015 in Billerbeck erreichte Helmut Geuking 3,3 %. Auf dem Bundesparteitag vom 19./20. November 2016 wurde Helmut Geuking zum stellvertretenden Vorsitzenden gewählt. Nach dem Rücktritt des bisherigen Bundesvorsitzenden übernahm er das Amt satzungsgemäß kommissarisch ab dem 9. Mai 2017. Bei der Landtagswahl in Nordrhein-Westfalen 2017 trat Helmut Geuking als Direktkandidat im Landtagswahlkreis Coesfeld I – Borken III an. Er erreichte 0,4 % der Erststimmen.
Auf einem Bundesparteitag im April 2018 wurde Helmut Geuking zum Spitzenkandidaten der Familien-Partei für die Europawahl in Deutschland 2019 gewählt. Auf dem Bundesparteitag im September 2018 wurde er als Bundesvorsitzender bestätigt. Auf dem Bundesparteitag der Familien-Partei am 28. September 2024 wurden Helmut Geuking und sein Sohn Niels Geuking bei den Vorstandswahlen sogar mit 100 % der abgegebenen Stimmen bestätigt.

### Europaabgeordneter
Helmut Geuking erreichte bei der Europawahl 2019 in Deutschland als Spitzenkandidat den Sitz seiner Partei im Europäischen Parlament. Im Europaparlament schloss sich Geuking der Fraktion der Europäischen Konservativen und Reformisten an. Am 29. April 2021 wechselte er zur Fraktion der Europäischen Volkspartei (Christdemokraten).
Er gehörte als Abgeordneter folgenden Ausschüssen und Delegationen an:
- Ausschuss für Beschäftigung und soziale Angelegenheiten
- Delegation im Parlamentarischen Assoziationsausschuss EU-Ukraine
- Delegation in der Parlamentarischen Versammlung Euronest[17]

Auf dem Bundesparteitag vom 1. April 2023 wurde Geuking als Spitzenkandidat zur Europawahl in Deutschland 2024 seiner Partei gewählt. Am 4. Februar 2024 legte er sein Mandat im Europaparlament aus gesundheitlichen Gründen nieder. Seine Abgeordnetenbezüge erhielt er in Form von Übergangsgeld weiterhin. Für ihn rückte sein Sohn Niels Geuking nach. Der Schritt wurde als „versteckte Wahlkampf-Finanzierung“ und „doppeltes Abkassieren auf Steuerzahlerkosten“ kritisiert.
Bei der Europawahl am 9. Juni 2024 erhielt die Familien-Partei mit 0,6 % erneut einen Sitz, sodass Geuking als Spitzenkandidat wieder ins Parlament hätte einziehen können. Er verzichtete jedoch aus gesundheitlichen Gründen auf sein Mandat, sodass erneut sein Sohn für ihn nachrückte.